# Nuugaatsiaq
Nuugaatsiaq (ortografia antiga: Nûgâtsiaq) é um assentamento no município de Qaasuitsup, noroeste da Gronelândia. O assentamento está localizado numa ilha ao largo da costa sul da Península Nunavik. Em 2010 tinha 84 habitantes.

## Transporte
A Air Greenland serve o assentamento com voos de helicóptero do Heliporto de Nuugaatsiaq para o Heliporto de Illorsuit e para o Heliporto de Uummannaq.

## História
Em 17 junho de 2017, a localidade foi devastada por um megatsunami, cujas ondas foram desencadeadas por um enorme deslizamento de terras.
Das 43 pessoas que viviam em Nuugaatsiaq na época do tsunami, quatro morreram e as restantes foram realocadas para a cidade vizinha Uummannaq.

## População
A população de Nuugaatsiaq diminuiu mais de 16% em relação a 2000, refletindo uma tendência geral na região.